# Anders Eklund
Anders Eklund (22. december 1957 i Gävle, Sverige – 1. april 2010 i Uppsala, Sverige) var en svensk sværvægtsbokser, der boksede hovedparten af sine professionelle kampe i Danmark. Eklund målte knap 2 meter, og var en stor bokser, hvilket gav ham tilnavnet ”Lillen”. 

## Amatørkarriere
Som amatør vandt Anders Eklund det nordiske mesterskab i sværvægt i 1980. Samme år deltog han i Sommer-OL 1980 i Moskva, men tabte sin første kamp i turneringen, da han blev besejret af ungareren Lévai. I 1982 vandt han det svenske mesterskab, og senere på året genvandt han det nordiske mesterskab, da han besejrede danskeren Frank Fuhlendorff i finalen. Senere i 1982 deltog Eklund i amatør VM i München, men tabte til den senere bronzevinder, tyskeren Peter Hussing. 
Efter en amatørkarriere med 81 kampe, hvoraf de 66 blev vundet, blev Anders Eklund professionel. 

## Professionel karriere
Professionel boksning har været forbudt i Sverige i mange år, og Eklund var derfor nødt til at bokse sine kampe i udlandet. Han valgte at basere sin professionelle karriere i Danmark under Mogens Palle.
Eklund debuterede som professionel i en kamp den 7. oktober 1982, hvor han besejrede Damiens Marignan på point. Efter 5 sejre i træk mod forholdsvis svage modstandere i Danmark boksede Eklund i 1983 en enkelt kamp i London med henblik på at komme længere ud i Europa. Eklund vandt på knockout over sin modstander, Paddy Finn, og blev herefter i Danmark matchet mod sin første store udfordring som professionel, italieneren Guido Trane. Trane havde kort forinden tabt et opgør om det italienske mesterskab, men havde en række sejre over forholdsvis stærke europæiske sværvægtere. Eklund havde store problemer med Trane, og klarede kun uafgjort i kampen, der blev afviklet i KB Hallen den 6. oktober 1983. 
Efter kampen mod Trane drog Eklund igen til London, hvor han blev matchet mod Noel Quarless. Kampen viste, at Eklund havde stor slagkraft, men at han også var en tung og langsom bokser, der hurtigt kom i problemer, hvis han blev ramt hårdt. Eklund blev stoppet af Quarless allerede i første omgang. 
Efter en kamp i Finland var Eklund atter tilbage i Danmark, da han den 13. januar 1984 blev matchet mod Joe Bugner. Bugner var et tidligere verdensklassenavn, der to gange havde gået tiden ud mod Muhammad Ali og en enkelt gang mod Joe Frazier, og ellers havde mødt stort set alle de stærkeste sværvægtere i 1970'erne. Han havde dog trukket sig tilbage i 1977, men var nu i gang med et comeback. På trods af den lange boksekarriere var Bugner kun 33 år, da han mødte Eklund, og selvom han var langt fra fordums styrke, var han stærk nok til at besejre Eklund, der dog leverede en glimrende præstation. 
Eklund boksede herefter et par kampe mod forholdsvis svage modstandere, indtil han blev matchet mod en anden af Mogens Palles boksere, nordmanden Steffen Tangstad, der forinden havde vundet europamesterskabet i sværvægt. Tangstad havde selv kort forinden besejret Joe Bugner, og var ubesejret i 23 kampe. Tangstad var klar favorit på trods af, at Eklund var både større og tungere end nordmanden. Eklund overraskede imidlertid, da han overbevisende stoppede Tangstad i 4. omgang og derved blev den første svenske europamester i sværvægt siden Ingemar Johansson. 
Eklund satte herefter EM-titlen på spil mod den officielle udfordrer, englænderen Frank Bruno. Kampen fandt sted på Wembley den 1. oktober 1985. Bruno viste sig fra starten af kampen Eklund overlegen i alle facetter og udboksede Eklund, der blev stoppet i 4. omgang. 
Efter endnu et par kampe mod modstandere af tvivlsom kvalitet, fik Eklund imidlertid chancen for at genvinde EM-titlen, da han blev matchet mod den Uruguaysk fødte spanier Alfredo Evangelista. Evangelista var tredobbelt europæisk mester og havde tidligere bokset om VM mod Muhammad Ali og Larry Holmes. Kampen mod Evangelista fandt sted i KB Hallen den 28. marts 1987. Eklund leverede en imponerende indsats, hvor han fik udnyttet sin store slagkraft og fysiske overlegenhed og fik slået spanieren ud i 7. omgang. 
I den næste kamp drog Eklund til Italien for at sætte titlen på spil mod amatør-europamesteren fra 1981, Francesco Damiani. Eklund blev atter udbokset i et titelforsvar og blev slået ud i 6. omgang. 
Efter skuffelsen drog Eklund til Finland, hvor han vandt en enkelt kamp, hvorefter han forsøgte at slå igennem i USA. I en noget absurd forestilling fik Anders Eklund i Reno en titelkamp om det kontinental amerikanske sværvægtsmesterskab som anerkendt af WBA mod den rutinerede amerikaner Philipp Brown. Eklund overraskede og vandt kampen, og svenskeren kunne herefter kalde sig amerikansk mester i sværvægt. I sin næste kamp blev Eklund matchet mod den stærke amerikaner Tim Whiterspoon, der i Atlantic City slog Eklund ud i 1. omgang, og det amerikanske eventyr var herefter slut. Fra Atlantic City drog Eklund til Aars i Nordjylland, hvor Eklund den 17. maj 1990 boksede sin sidste kamp. 
I en karriere, der gik op og ned, opnåede Eklund 25 kampe, 19 sejre (10 før tid), 5 nederlag (4. før tid) og en enkelt uafgjort. 
Efter karrieren var Eklund en flittig gæst i svensk sladderpresse. Han forsøgte sig med en karriere som countrysanger i bluegrass-gruppen JoyBoyz og genoptog arbejdet som snedker.
Han døde af et hjertetilfælde, hvilket også hans to brødre gjorde, før de var 50, og hans far i 2007. 